# Trivo Inđić
Pour les articles homonymes, voir Inđić.
Trivo Inđić, en serbe cyrillique Триво Инђић (né en 1938 à Lušci Palanka dans la Krajina de Bosnie (royaume de Yougoslavie) et mort le 10 mai 2020 à Belgrade (Serbie)), est un avocat et un homme politique serbe. 
De 2004 à 2011, il a été le conseiller pour les affaires politiques du président de la république de Serbie Boris Tadić.

## Biographie
Trivo Inđić a obtenu un master en sciences sociales. Il fut membre d'un groupe dissident du Groupe Praxis, en même temps que Ljubomir Tadić, le père de l'ancien président Tadić ; il fut, pour cela, chassé de la faculté de philosophie de l'université de Belgrade en 1975, en même temps que sept autres professeurs. Chercheur en sociologie à l'Institut d'études du développement culturel, il a aussi travaillé à l'Institut international de politique et d'économie et à l'Institut d'études européennes de Belgrade. Entre 1992 et 1994, il a été le bras droit du ministre de l'éducation et de la culture de la république fédérale de Yougoslavie. Il a été ambassadeur de ce pays en Espagne de 2001 à 2004.
Il a publié plusieurs articles en sociologie, en théorie sociologique et dans le domaine des relations internationales.
Il parle anglais, espagnol, russe, italien et français.